# Hypnagogic States
Hypnagogic States is een ep van The Cure uit 2008. De maanden daarvoor had The Cure enige cd-singles uitgebracht. De titeltracks van die singles zijn nu geremixt door derden. Robert Smith kondigde de ep al aan in juni 2008, hij verscheen op 13 september 2008. Smith sluit niet uit, dat er nog meer ep's worden uitgebracht met remixen van albumtracks.
Opbrengsten van de ep zijn voor het Internationale Rode Kruis. Via iTunes werd de ep te koop aangeboden voor € 7,99, dat vond Smith te gortig; hij raadde fans aan te wachten tot de prijs was gezakt tot rond 4 Britse ponden.

## Composities
1. "The Only One (Remix 4 By 30 Seconds To Mars)" - 4:25
2. "Freakshow (Wolves At The Gate Remix By Jade Puget (AFI))" - 3:18
3. "Sleep When I'm Dead (Remix 4 By Gerard Way (MCR) And Julien-K)" - 4:04
4. "The Perfect Boy (Remix 4 By Patrick Stump/Pete Wentz (FOB))" - 3:51
5. "Exploding Head Syndrome (4 Single Remix By 65daysofstatic)" - 21:27
6. "The Only One (Remix 65 By 65daysofstatic)" - iTunes Bonus Track - 4:28